# 三菱Chariot
三菱Chariot（日语：三菱・シャリオ）乃日本三菱汽車在1983年至2003年之間製造發售的五/七人座多功能休旅車，由三菱Tredia衍生而來。車名「Chariot」來自「雙輪戰車」，在不同的市場則出現不同的車名：三菱Space Wagon（歐洲）、三菱Nimbus（澳洲）、三菱Expo（北美洲）等，甚至换牌成道奇/普利茅斯Colt Vista Wagon（北美洲）、老鷹Vista Wagon（加拿大），也衍生出現代Santamo、三菱Savrin等車款。

## 概要
三菱汽車於1977年開始投入開發，1979年在第23屆東京車展上展示名為「SSW」（Super Space Wagon之縮寫）的概念車。由於寬敞的車室空間及功能便利的3排座椅，吸引許多目光。原廠進行過市場調查之後，遂決定於1983年2月正式推出。雖然同級距的競品日產Prairie在1982年8月上市，但是依產品概念而言三菱比較早。於是這款車與日產Prairie、道奇Caravan並列，皆算是多功能休旅車的先驅。
關於日本市場的車名，1997年以前叫做「Chariot」，1997年至2003年之間叫做「Chariot Grandis」，後繼車款則叫做「三菱Grandis」。

## 歷史

### 第一代D00W系（1983年－1991年）
1983年 - 2月23日正式發售，因為從三菱Tredia四門轎車發展成旅行車，車室空間相當寬敞。可選擇6或7人座，且第二、三排座椅可以打平。6人座可在停車時將第二排座位迴旋180度，與第三排座位面對面，可是乘客的腿部空間卻變得相當侷促。多達10個的置物空間也是一大亮點，散佈在駕駛座中控台及副手席的手套箱；第三排的左右扶手甚至設計了杯架。由於車身較高，乘客可以輕鬆地上下車，車高1,525mm也方便出入停車場。動力來源有1.6L直列四缸SOHC 4G32/G32B型（1600MF車型）、1.8L直列四缸SOHC 4G37/G37B型（1800MT、1800MX車型）等二種引擎，此二者皆具備靜默軸的設計，擁有如同高級車般的靜肅性。同年7月新增搭載1.8L直列四缸SOHC 4G62T/G62B型渦輪增壓引擎的1800MR Turbo車型，具有ECI-Turbo（electronic control injection之縮寫）裝置，達到135ps / 20.0kg·m的動力性能表現。在懸吊系統方面，雖然和三菱Tredia同樣前輪為麥花臣支柱式、後輪為拖曳臂式，但後輪設有可調式阻尼器（並非由電子控制），可以自動按照乘員與行李重量調整阻尼。
此車款在芬蘭稱作三菱Space Van，車頂以玻璃纖維製成。由於當時載貨商用車在芬蘭免稅，故原廠加大車頂高度以達到其載貨空間規定。原廠委託當地船舶製造商Esboat製作玻璃纖維車頂，且將最高時速限制在80km/h以符合交通法規。該車款到了北美洲則換牌成道奇/普利茅斯Colt Vista，在加拿大換牌成老鷹Vista Wagon，皆是搭載2.0L直列四缸SOHC 4G63/G63B型引擎。
1984年 - 6月新增分時4WD車型，同年10月追加1.8L直列四缸SOHC 4D65/D65T型渦輪增壓柴油引擎，同時4WD車型改成帶有黏性耦合差速器的全時四驅。同年該車款以三菱Nimbus之名進軍澳洲市場，並獲得澳洲《輪子雜誌》（Wheels Magazine）評選為年度最佳風雲車款。
1985年 - 9月實施小改款，追加2.0L直列四缸SOHC 4G63/G63B型引擎。
1987年 - 8月小改良，改成大型前保桿。
1988年 - 10月統一所有車型的進氣壩造型。

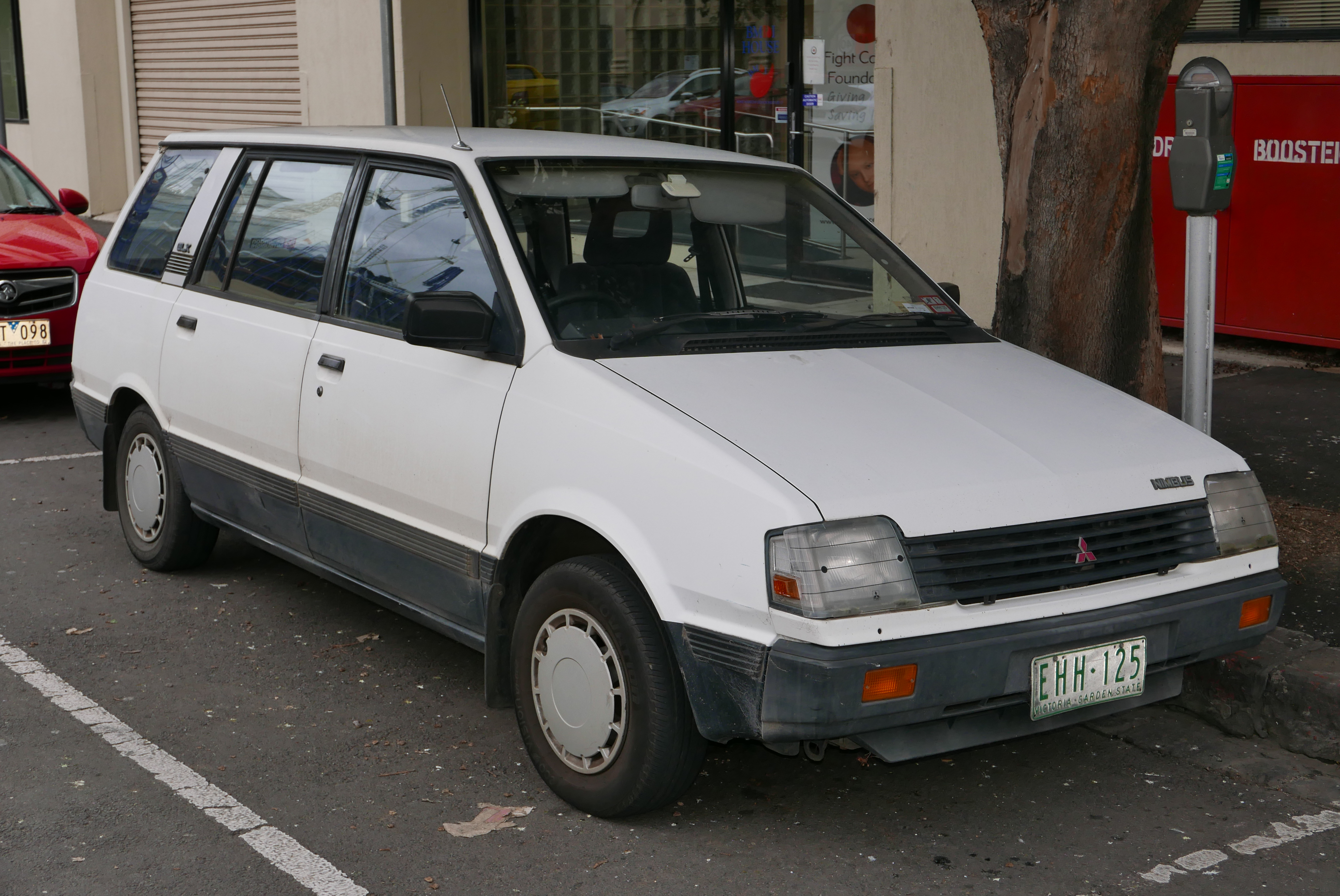
澳規版三菱Nimbus車頭
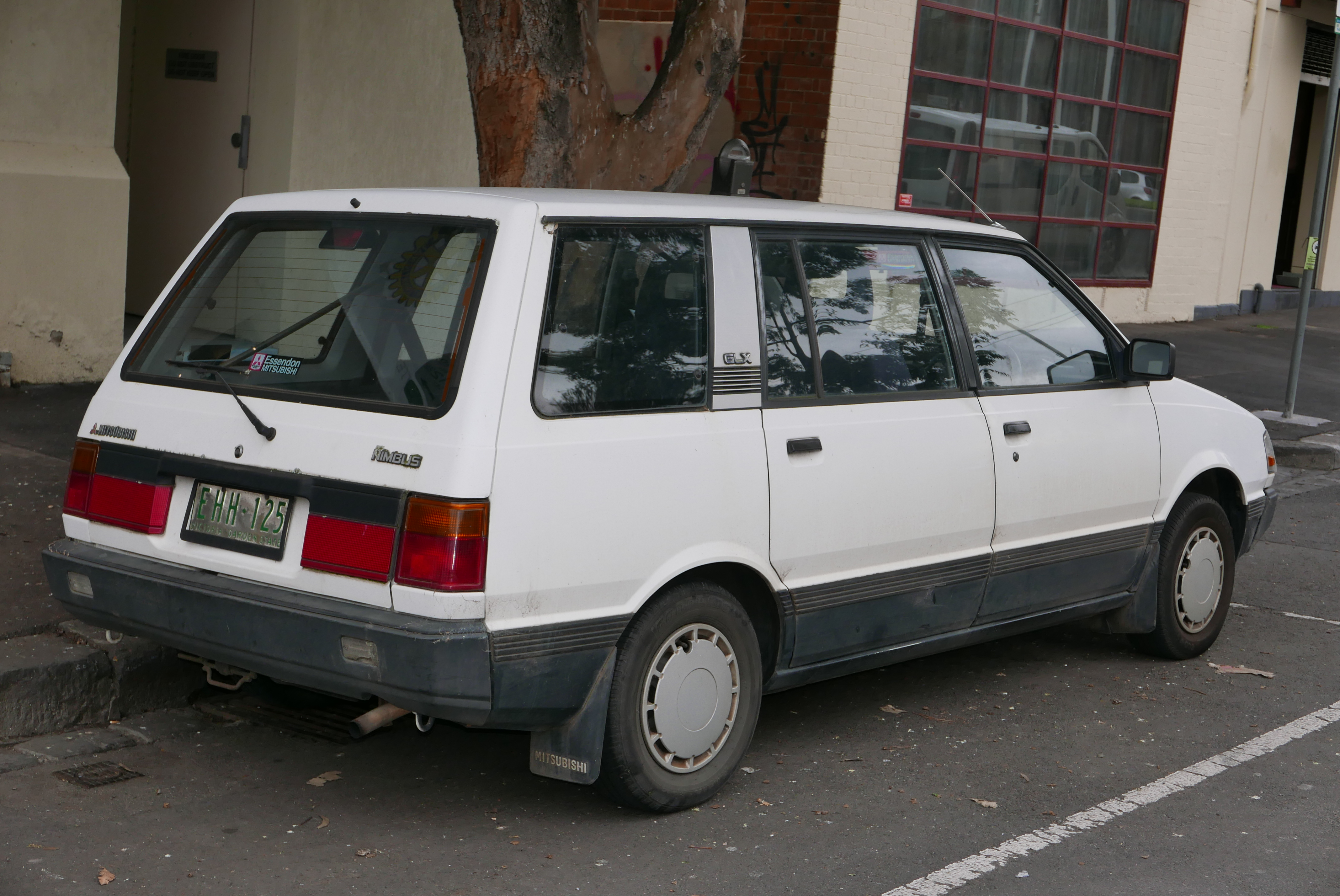
澳規版三菱Nimbus車尾
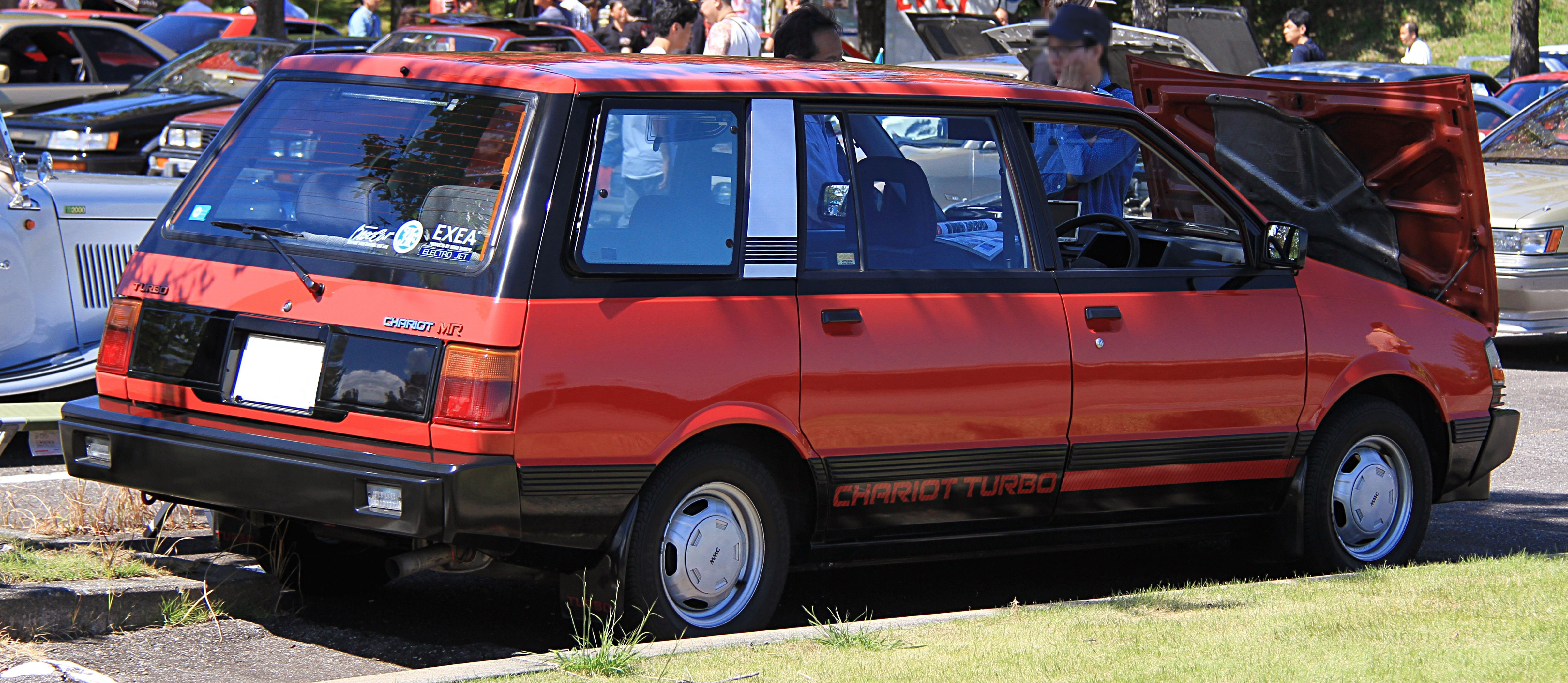
日規版車尾
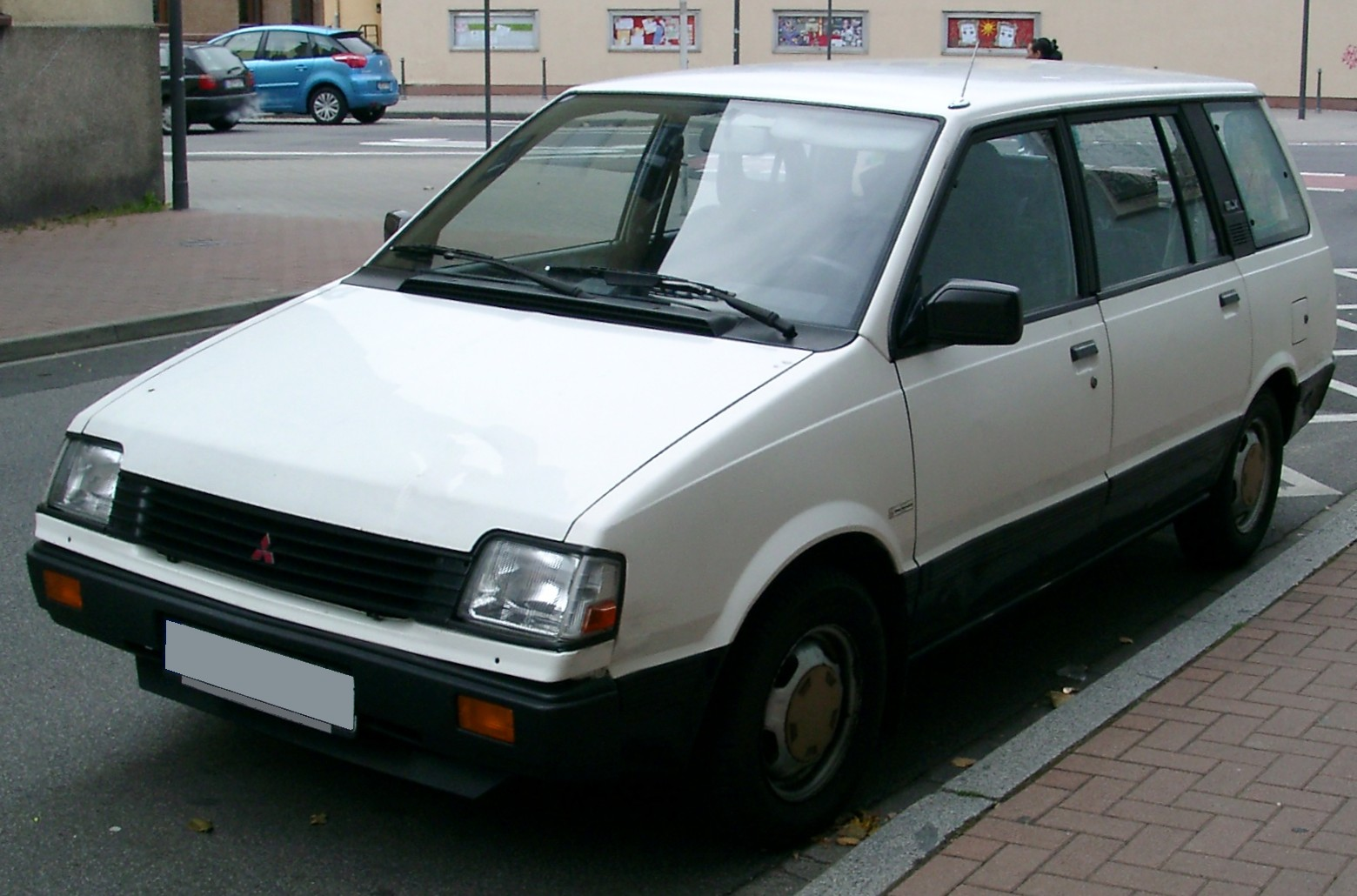
歐規三菱Space Wagon車頭
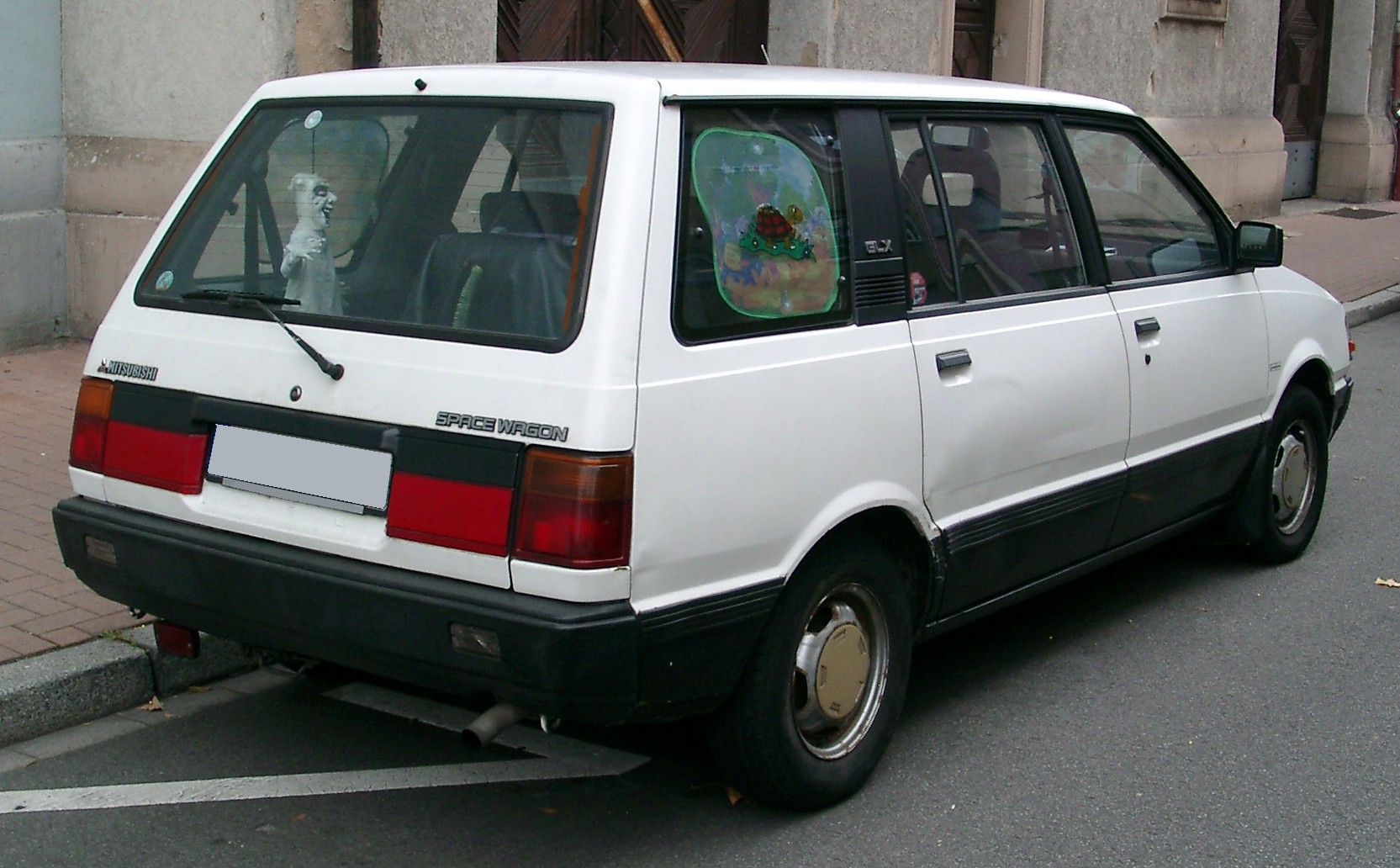
歐規三菱Space Wagon車尾
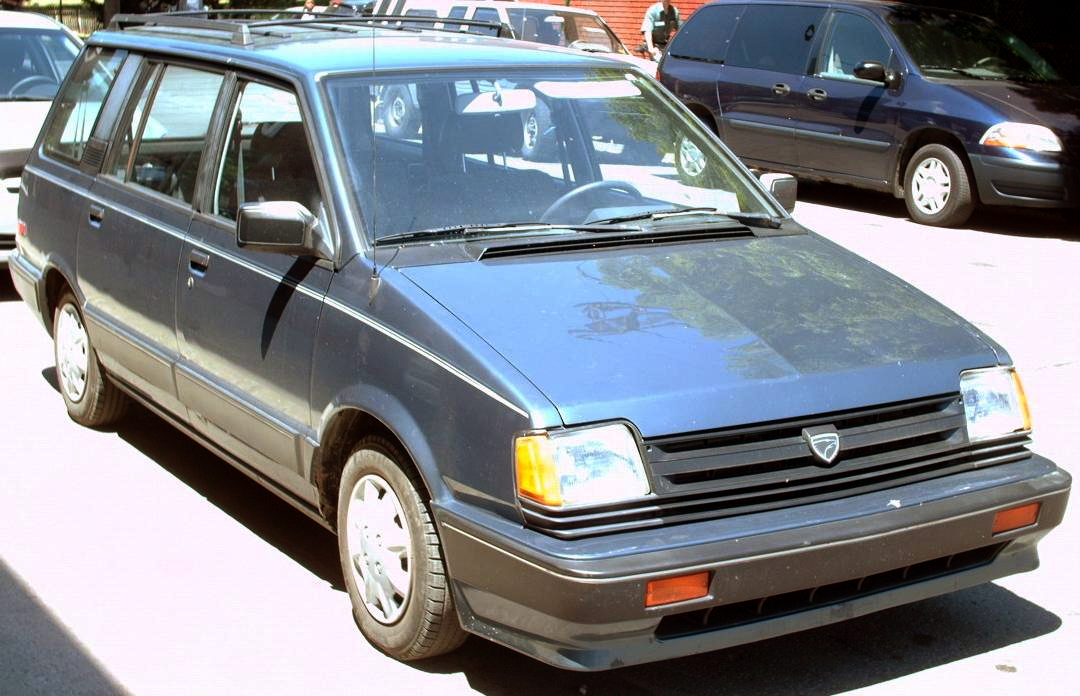
兄弟車老鷹Vista Wagon，攝於加拿大
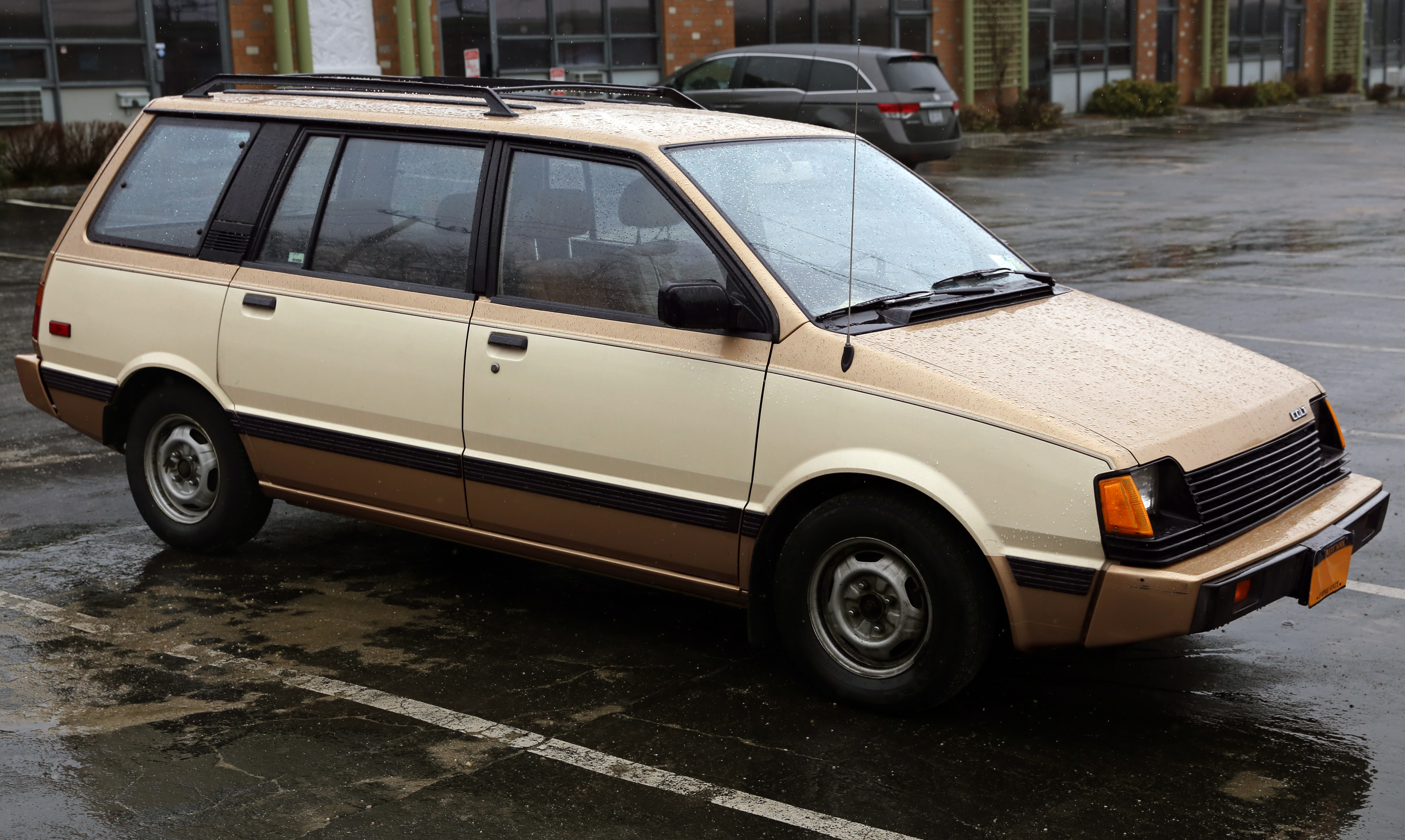
兄弟車道奇Colt Vista

### 第二代N30/N40系（1991年－1997年）
1991年 - 5月23日大改款的第二代Chariot在日本正式公開，搭載2.0L直列四缸SOHC 4G63型引擎（8汽門），配合五速手動排檔或四速自動排檔，廢除上一代的三菱超級排檔變速箱副變速箱；驅動方式為前置前驅以及帶有黏性耦合差速器的全時四驅。此車款與稍早發表的第一代三菱RVR共用底盤平台與主要組件，因此算是兄弟車。第二代Chariot最大的特徵是豐富多樣的座椅布局及車頂變化，三列座椅可做出多達12種的變化，車頂則推出「水晶光亮車頂」（加高車頂的前面是傾斜玻璃車頂，第2列頭上有滑動式玻璃車頂，第3列頭上則崁入玻璃）、「Resort Runner Series」（加高車頂的前面是傾斜玻璃車頂）等特仕車款。
1992年 - 6月4G63型引擎由8汽門改成16汽門，最大馬力從105ps提升至135ps，另新增一具2.0L直列四缸SOHC 4D68T型渦輪增壓柴油引擎。
1993年 - 1月推出「Chariot（輪椅規格）E-N33W（改）」之福祉車，獲得1994年度優良設計獎。5月動力陣容再追加一具2.4L直列四缸SOHC 4G64型引擎，但只能搭配四速自排變速箱。
1994年 - 9月進行小改款，將霧燈內藏於前保險桿，2.0L直列四缸SOHC 4D68T型渦輪增壓柴油引擎新增中冷器，最大馬力也由88ps提高至94ps。
1995年 - 5月推出「Resort Runner GT」車型，動力心臟為2.0L直列四缸SOHC 4G63型渦輪增壓引擎附中冷器，採4WD的驅動方式，故有人戲稱為「7人座的EVO」。搭配五速手排變速箱可繳出230ps／29.5kg·m的馬力扭力數據，四速自排版本也有220ps／30.5kg·m。

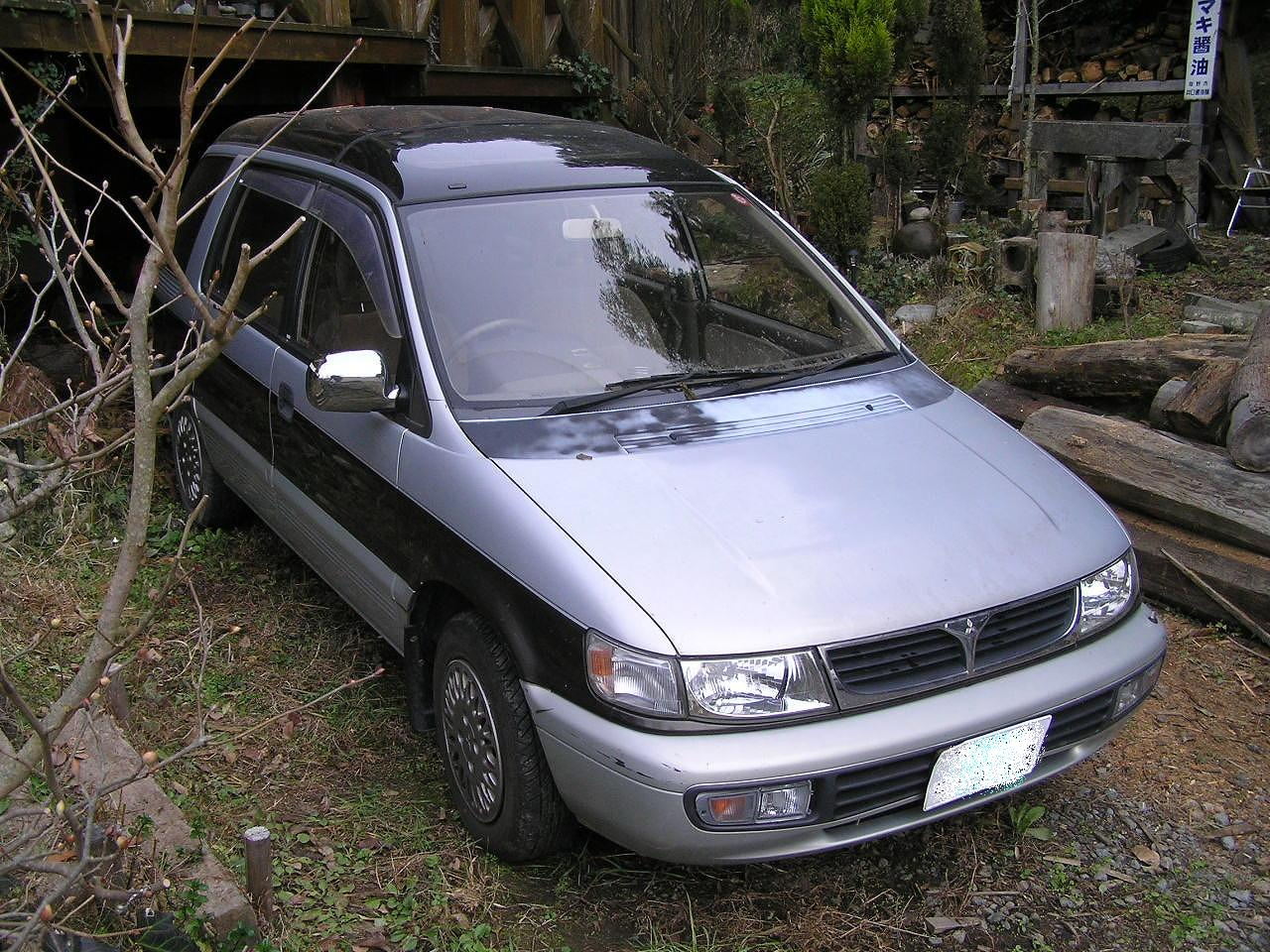
日規特仕車「水晶光亮車頂」
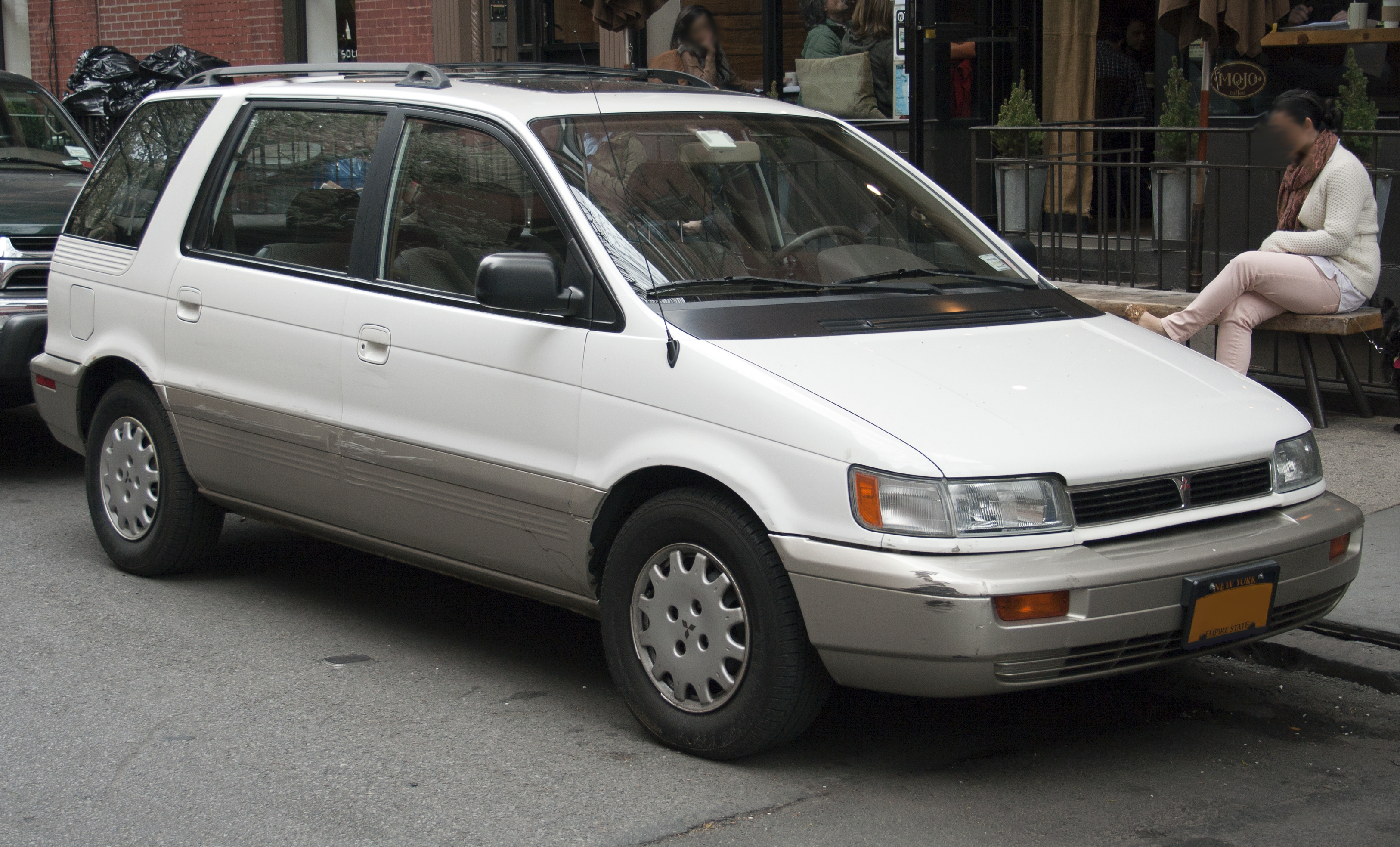
美規三菱Expo車頭
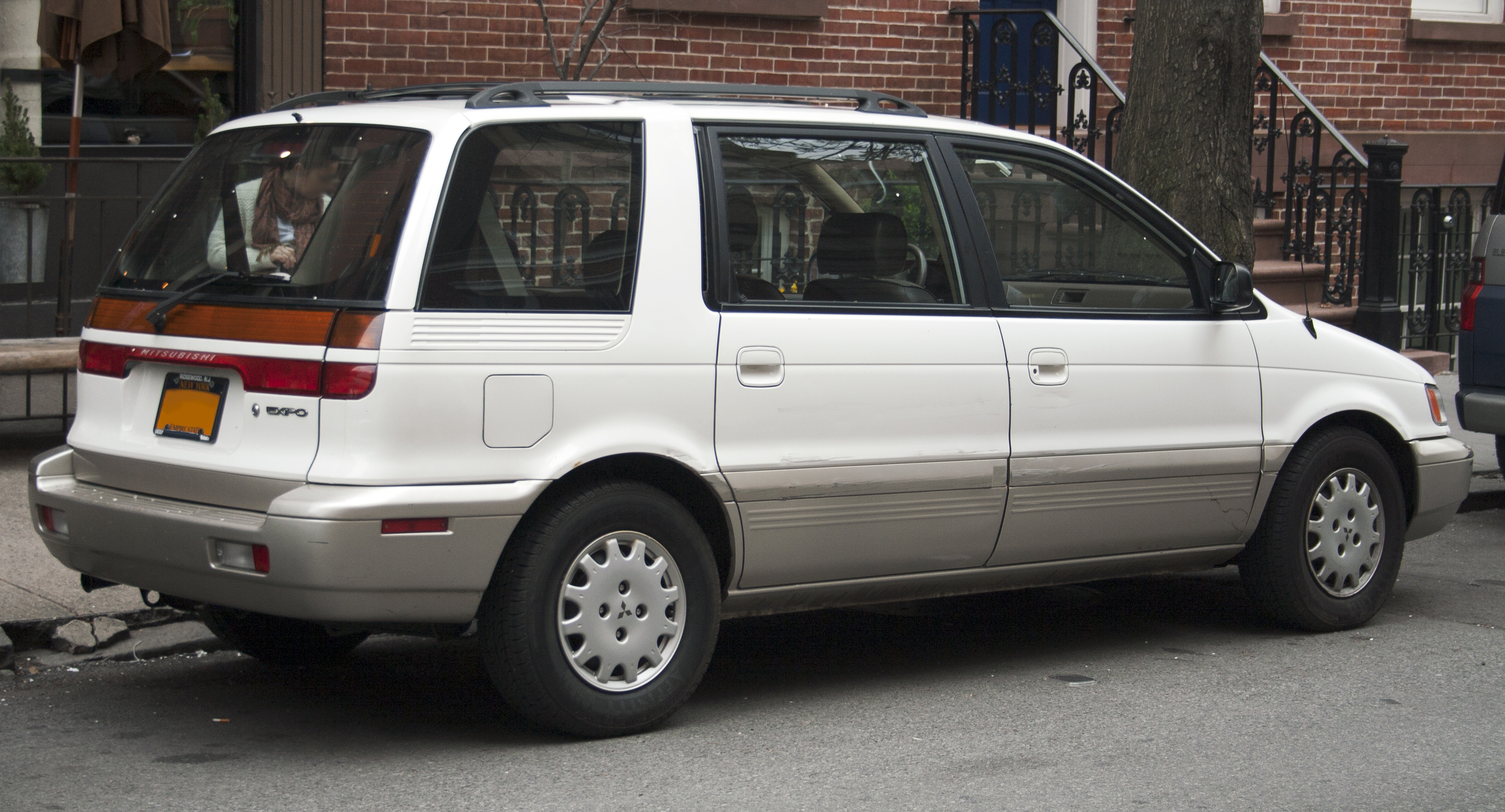
美規三菱Expo車尾

#### 相關車型
位於中國廣東省湛江經濟技術開發區的三星汽車，在1990年代曾經以CKD全散裝料的方式組裝此車款，稱之為三星SXZ6450，甚至換牌成現代Santamo。另一家總部位於廣東省珠海市的珠海廣通汽車，亦是以CKD全散裝料之方式製造廣通GTQ5020XZH，搭載2.0L直列四缸SOHC 4G63型引擎。
在韓國，現代精工（現代摩比斯之前身）轄下的蔚山廣域市鹽浦洞工廠在1996年至2002年之間曾換牌製造這款車，稱之為現代Santamo或現代Galloper Santamo，曾外銷至歐洲地區。佳樂寶汽車在1997年引進臺灣市場時，將日規版屬於選用配件的防撞桿、備胎等全列為標準配備，稱之為「現代Santamo Plus」，動力來源則是2.0L直列四缸SOHC 4G63型引擎。1999年韓國起亞汽車基於和現代汽車之間的合作關係，共享現代Santamo的底盤平台，發展出緊湊型7人座多功能休旅車現代Joice。

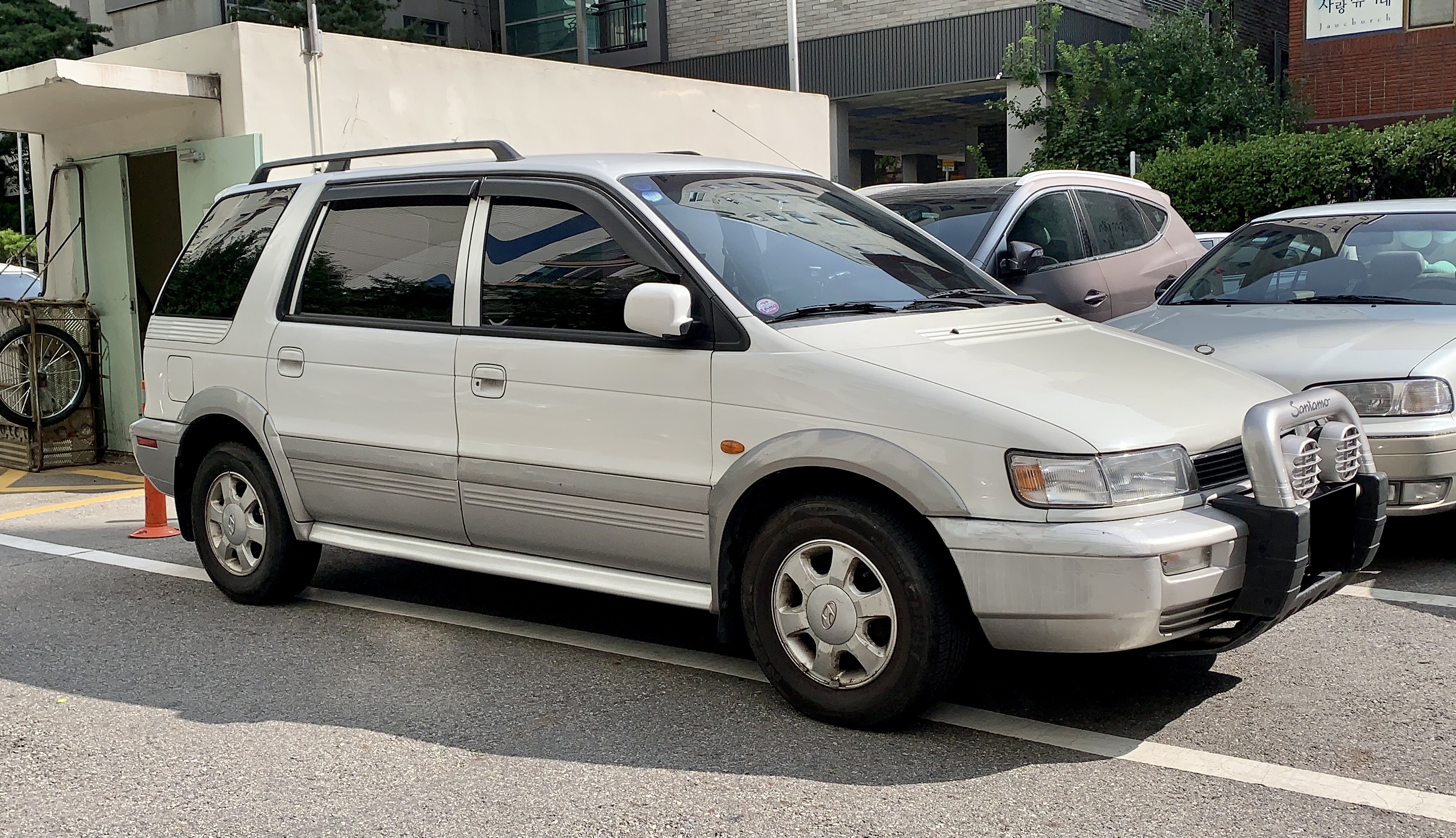
現代Santamo車頭
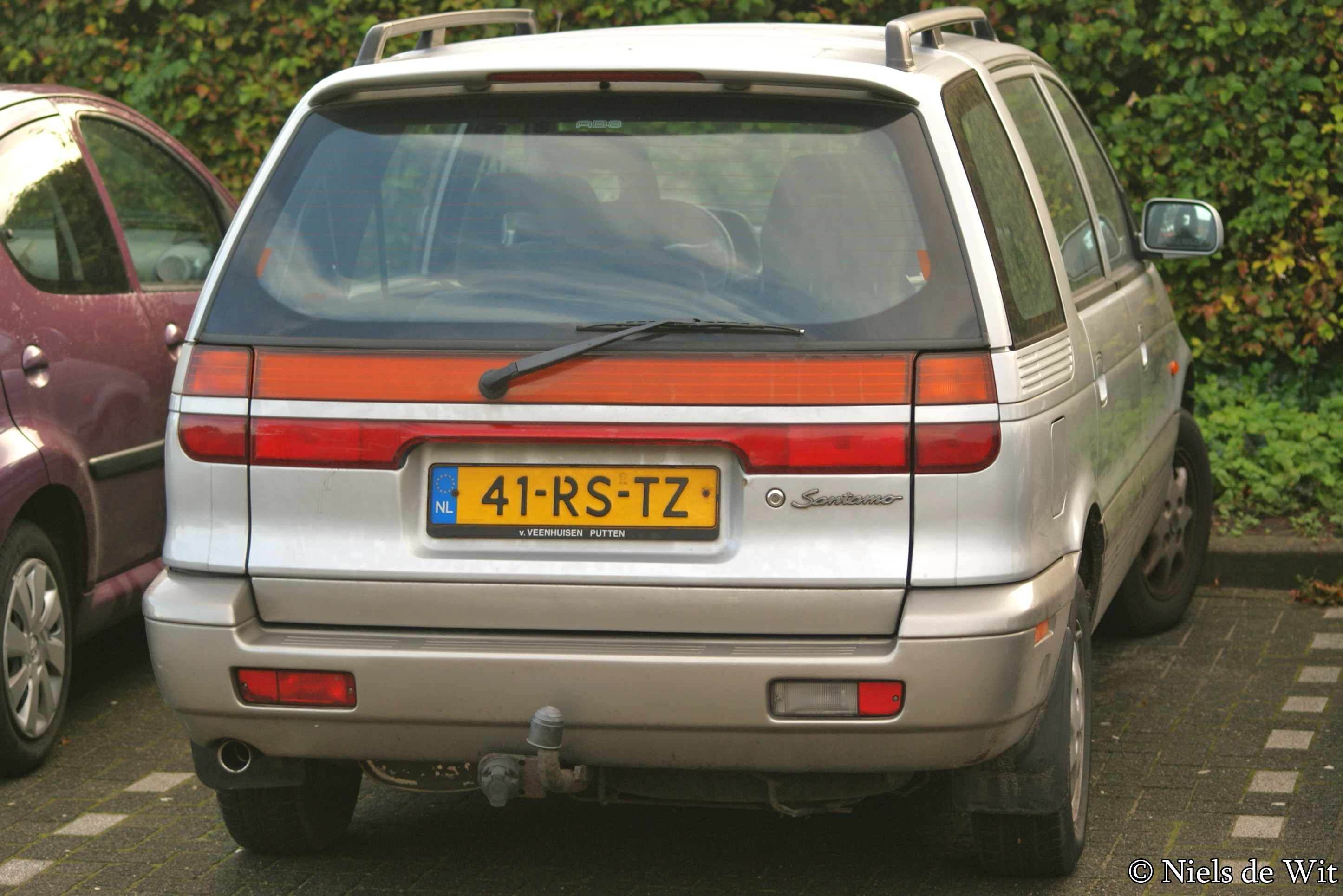
現代Santamo車尾
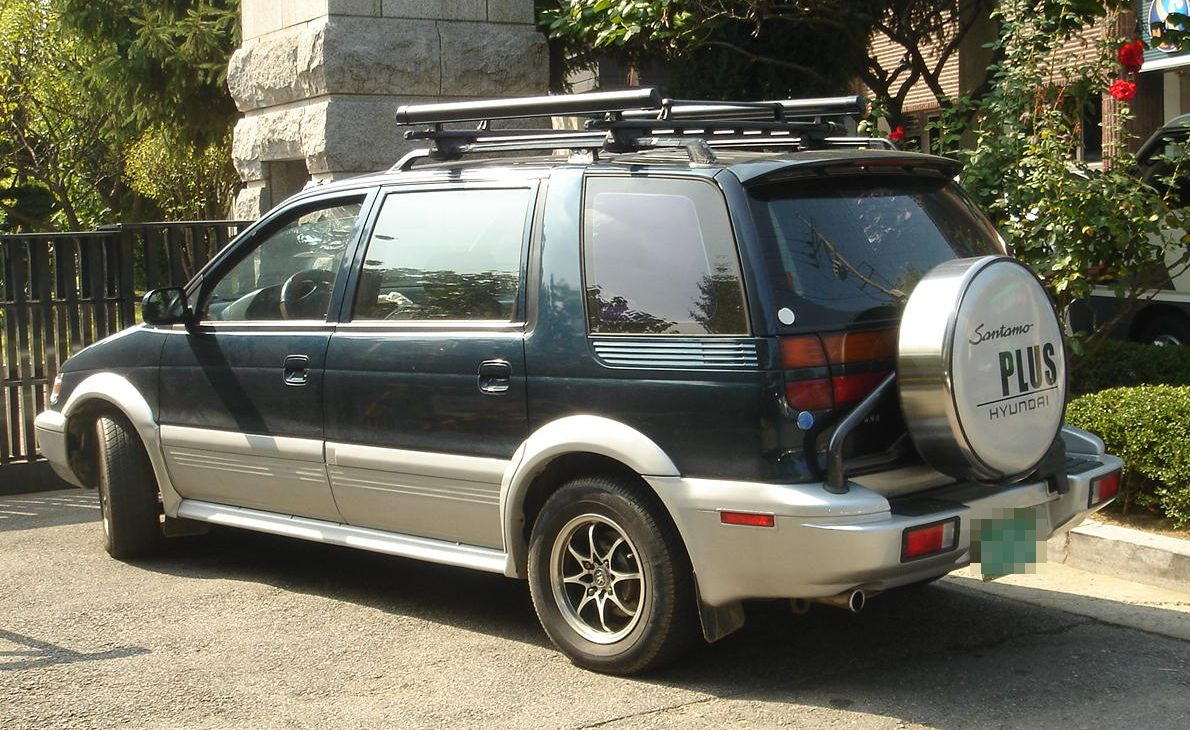
Santamo Plus

### 第三代N80/N90系（1997年－2003年）
1997年 - 大改款的第三代正式在10月17日發表，車名改成「三菱Chariot Grandis」，車身尺碼較上一代更為放大，軸距也達到2,780mm。依然繼續採用最負盛名的多樣化座椅布局，6人座車型的第3列座椅除了可以向前折疊挪出較大的載物空間外，甚至可以拆除下來。全車系按照配備多寡分成「SUPEREXCEED」、「EXCEED」、「MX-SELECT」、「MX」、「MX-B」（接單生產）等五種車型。動力心臟為2.4L直列四缸SOHC 4G64型引擎，GDI缸內直噴採用電子控制節氣門（線控驅動）方式，但因為油門位置感測器沒有和油門踏板相鄰，而是設置在引擎室內，兩者之間以電線相連接。至於懸吊系統，前輪採麥花臣支柱式，後輪則是拖曳臂式。
1998年 - 3月在日本賣出11,000輛，成為當紅炸子雞。
1999年 - 12月追加「ROYAL」、「ROYAL EXCEED」等二種高階車型，車頭水箱罩換上大型鍍鉻直瀑式設計，其中「ROYAL」配置真皮座椅，搭載高級車款三菱Diamante所使用的3.0L V型六缸SOHC 6G72型引擎。
2000年 - 1月追加「TOURING」車型，5月實施小改款，變更後車牌座成樹脂飾件，商標標誌改成三枚紅色鑽石，原本在右側的「GDI」銘牌移往左側，「CHARIOT」銘牌移至樹脂飾件右方，「SUPEREXCEED」和「EXCEED」等二種車型追加HID高強度氣體放電燈。
2001年 - 11月第二度實行小改款，變更2.4L車型的進氣格柵設計，車側方向燈燈罩從霧狀改成透明狀，車用衛星導航系統的儲存媒體從CD-ROM改為DVD-ROM。
2003年 - 5月日本市場正式停產，後繼車款為三菱Grandis。

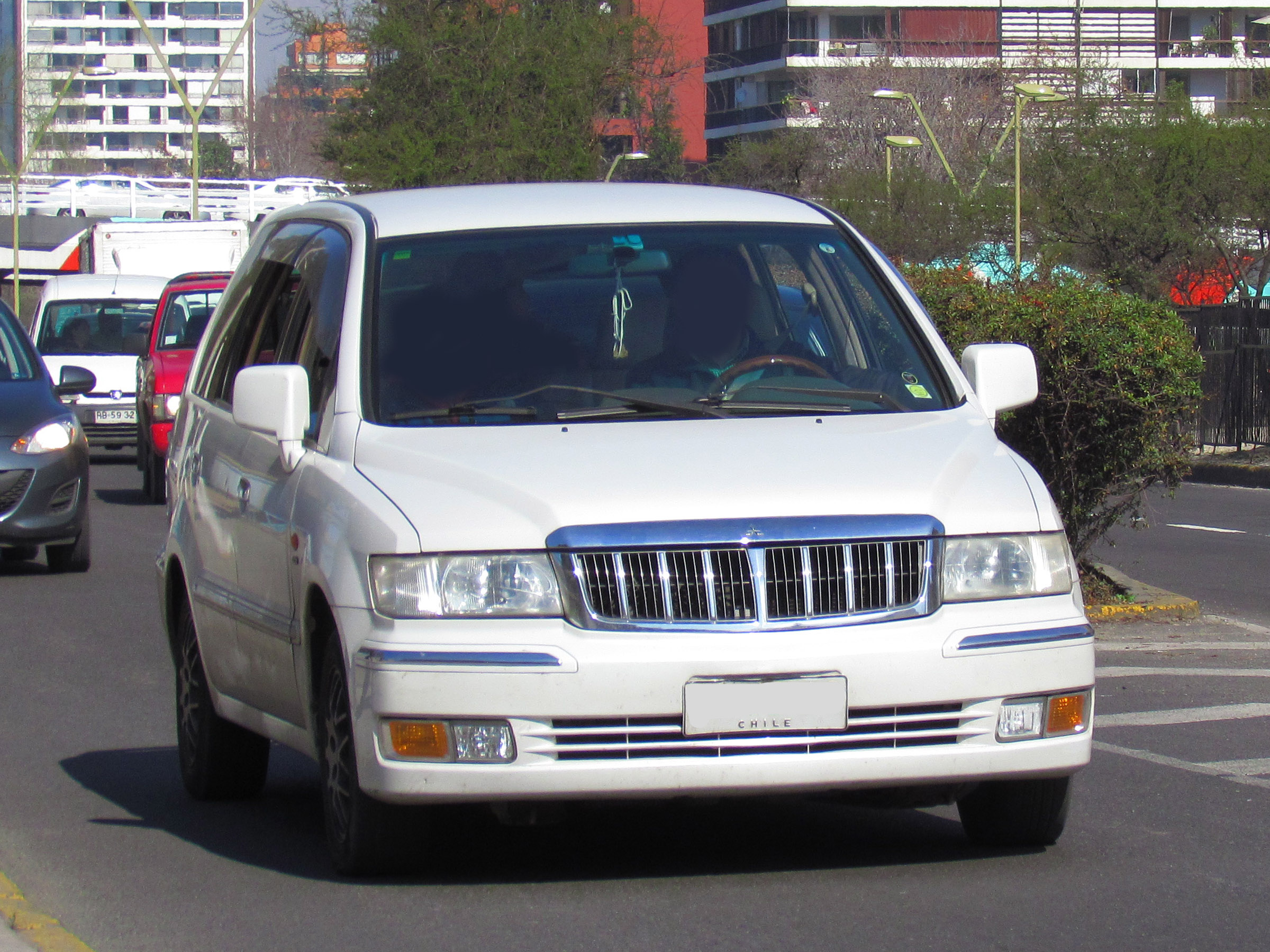
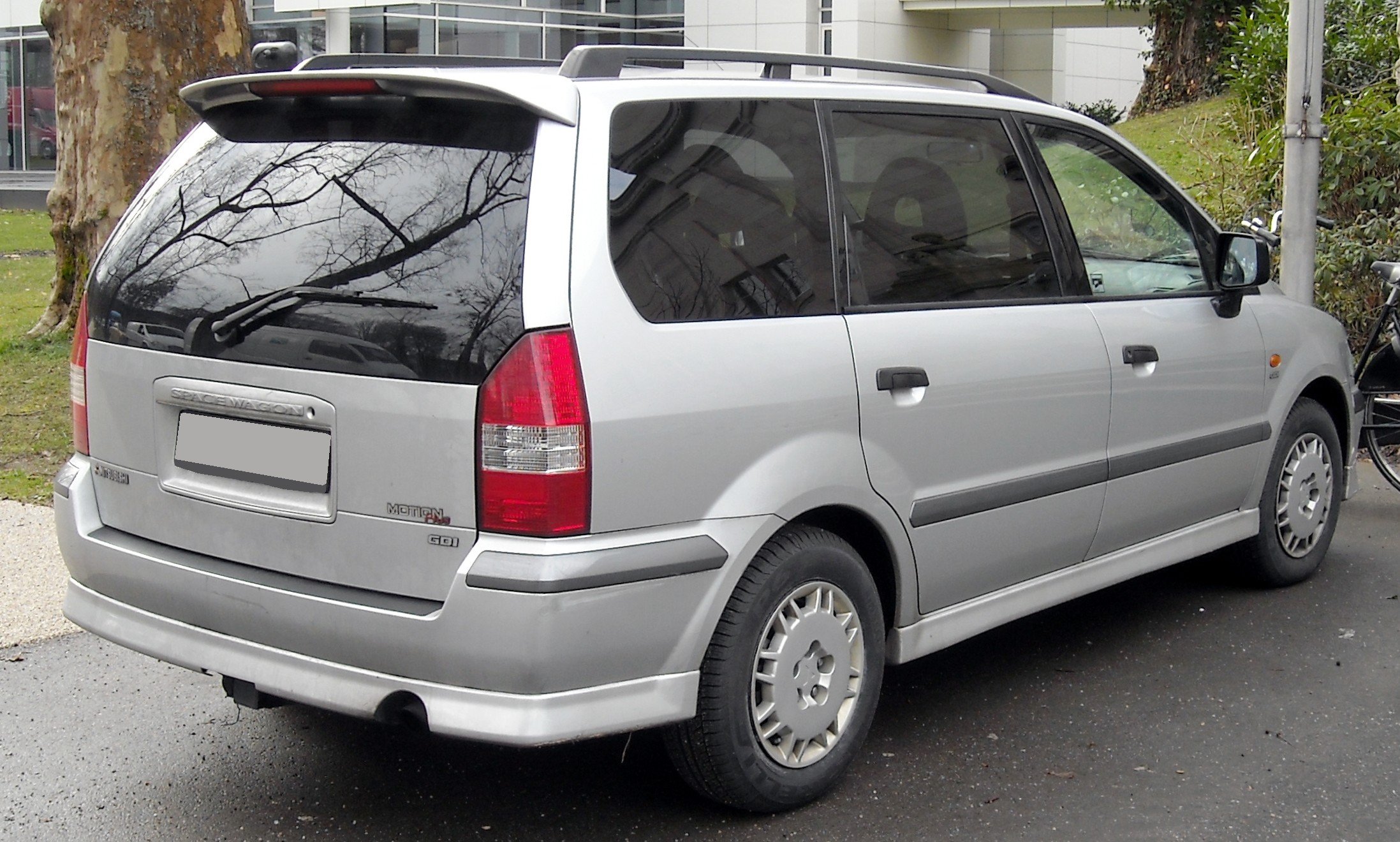
歐規車尾
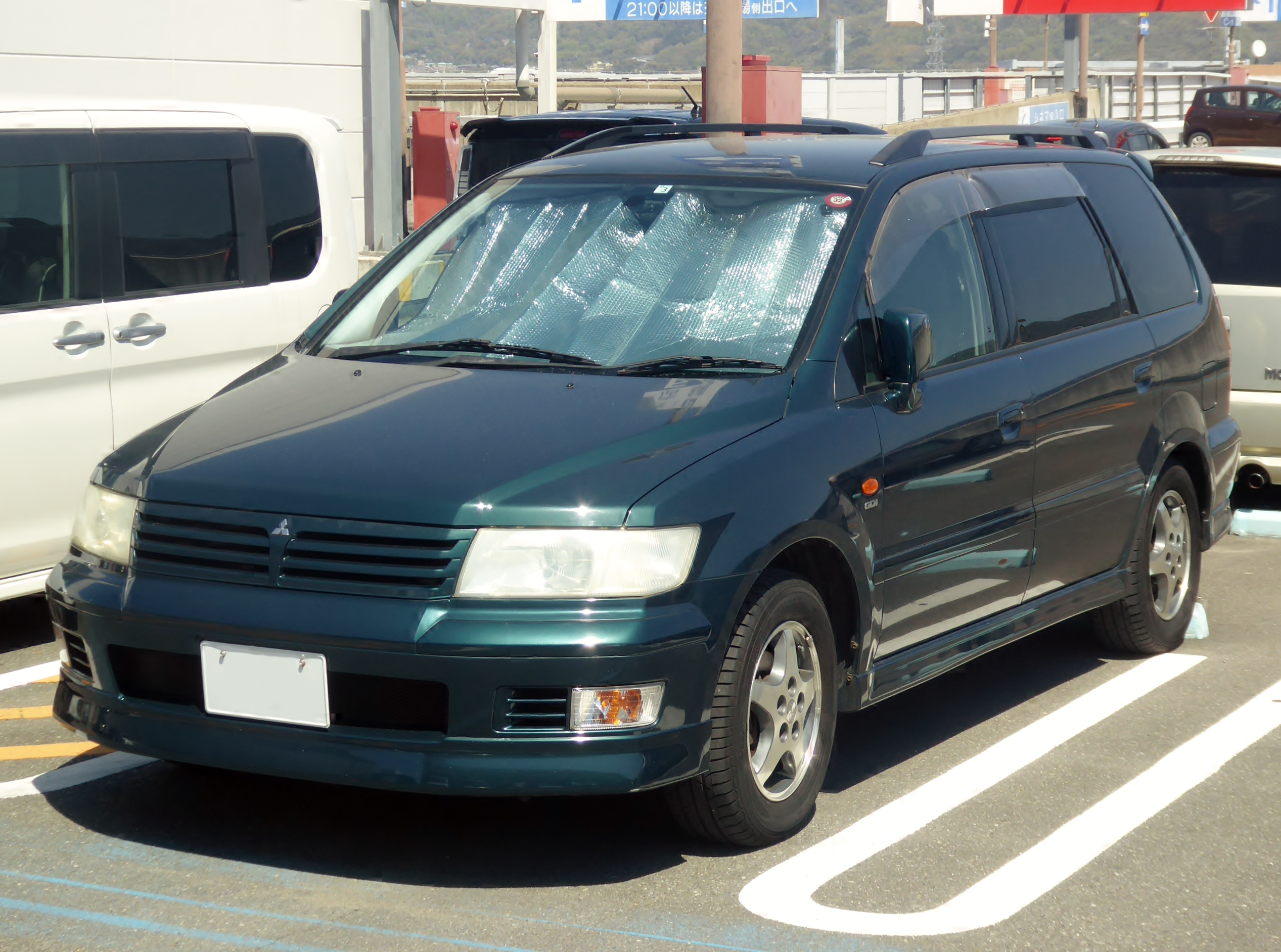
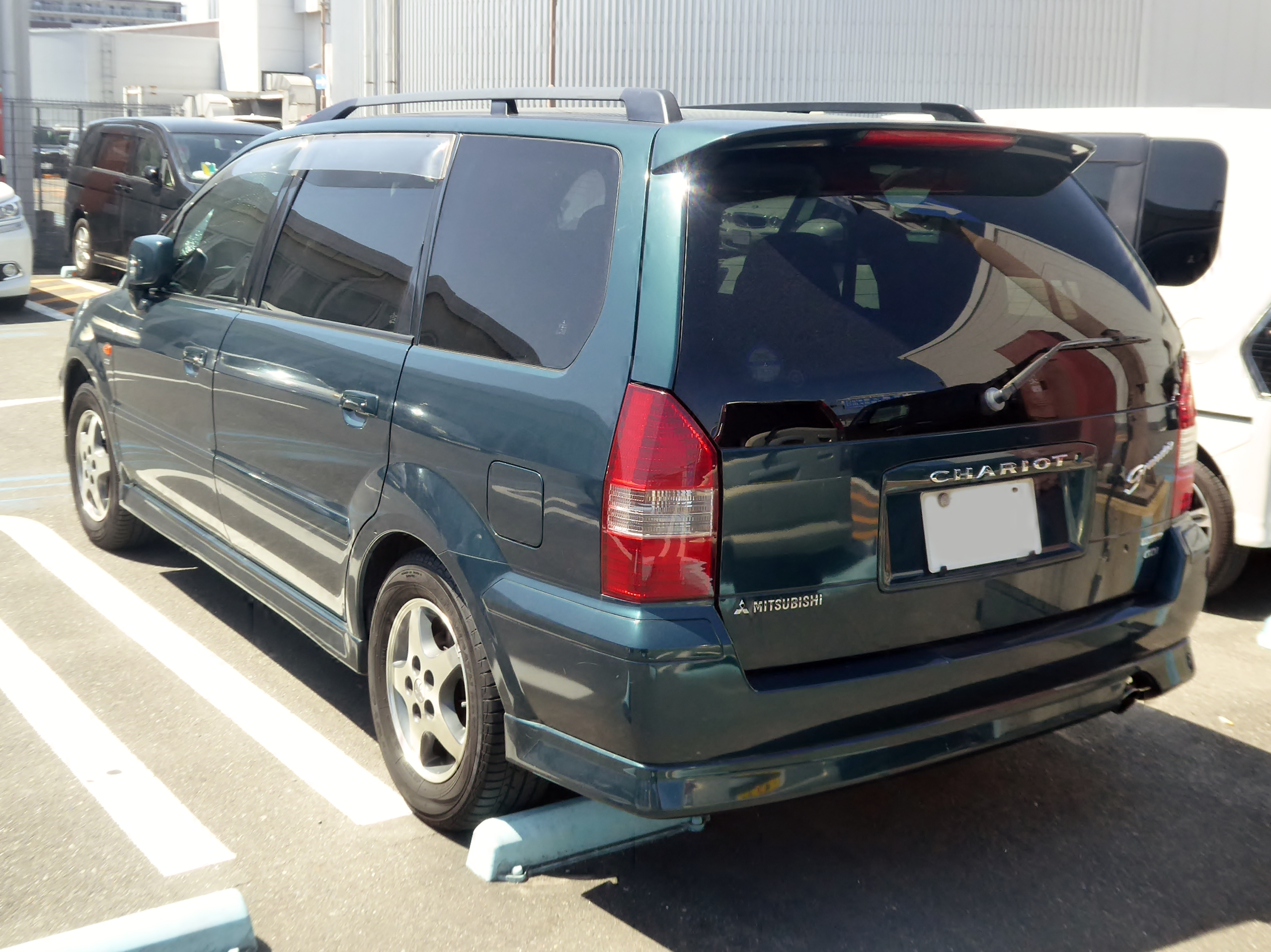

#### 相關車型
第三代三菱Chariot Grandis並未外銷至北美洲，只有南美洲、紐澳（稱為三菱Nimbus）、歐洲（稱為三菱Space Wagon）等地而已。2001年臺灣中華汽車工業將第三代車型國產化，稱之為「三菱Savrin」。搭載2.0L直列四缸SOHC 4G63型引擎，配合INVECS-II四速自動排檔變速箱。內裝方面以米色雙彩內裝搭配核桃木紋飾版，具備自動恆溫空調系統、駕駛座八向電動調整座椅、一鍵式電動天窗、整合式7吋VCD影音系統等，另可加價選購Xanavi衛星導航系統、CCD倒車顯影等。2004年6月22日實施大改款，外觀上最大的特徵便是導入由奧利佛·寶雷主導設計、俗稱為「寶雷臉」的三菱最新家族化設計。中國福汽集團和臺灣中華汽車共同出資成立的東南汽車，2004年6月23日正式推出國產化的「三菱菱紳」，以2.4L直列四缸SOHC 4G64型引擎搭配五速手動排檔或者INVECS-II四速自動排檔的變速箱。可惜銷售成績低迷不振，直至2008年黯然停產。

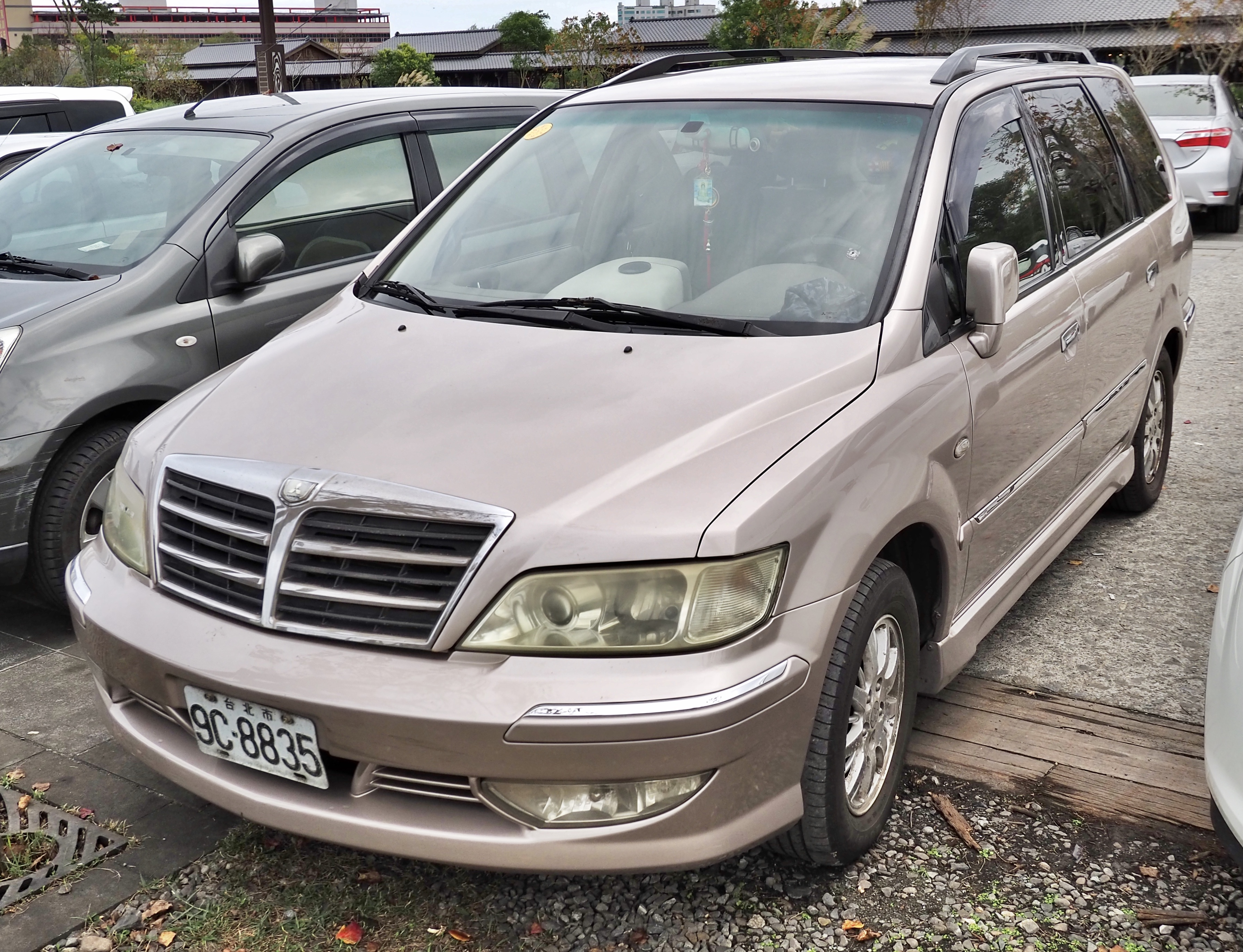
臺灣版第一代三菱Savrin車頭
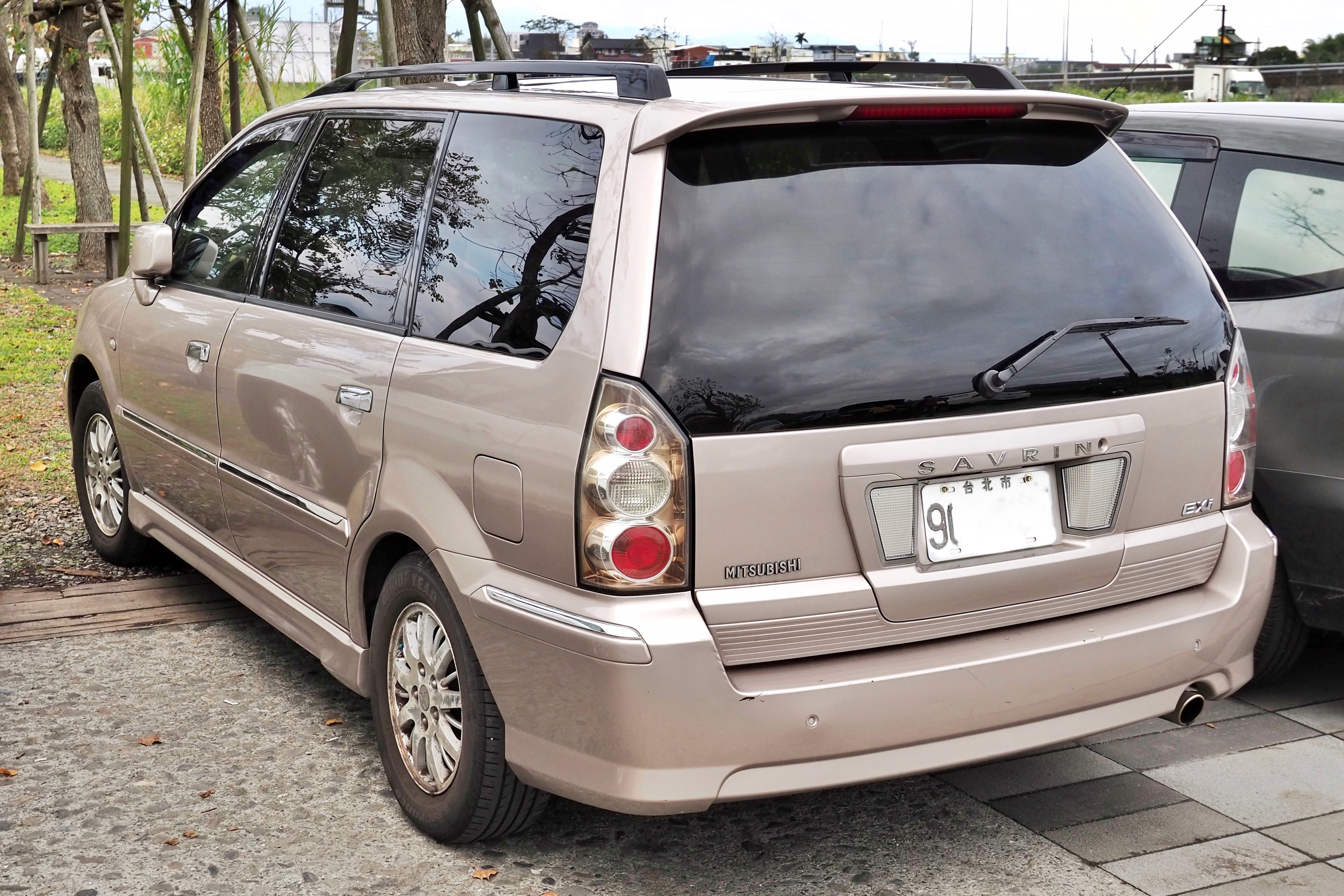
臺灣版第一代三菱Savrin車尾
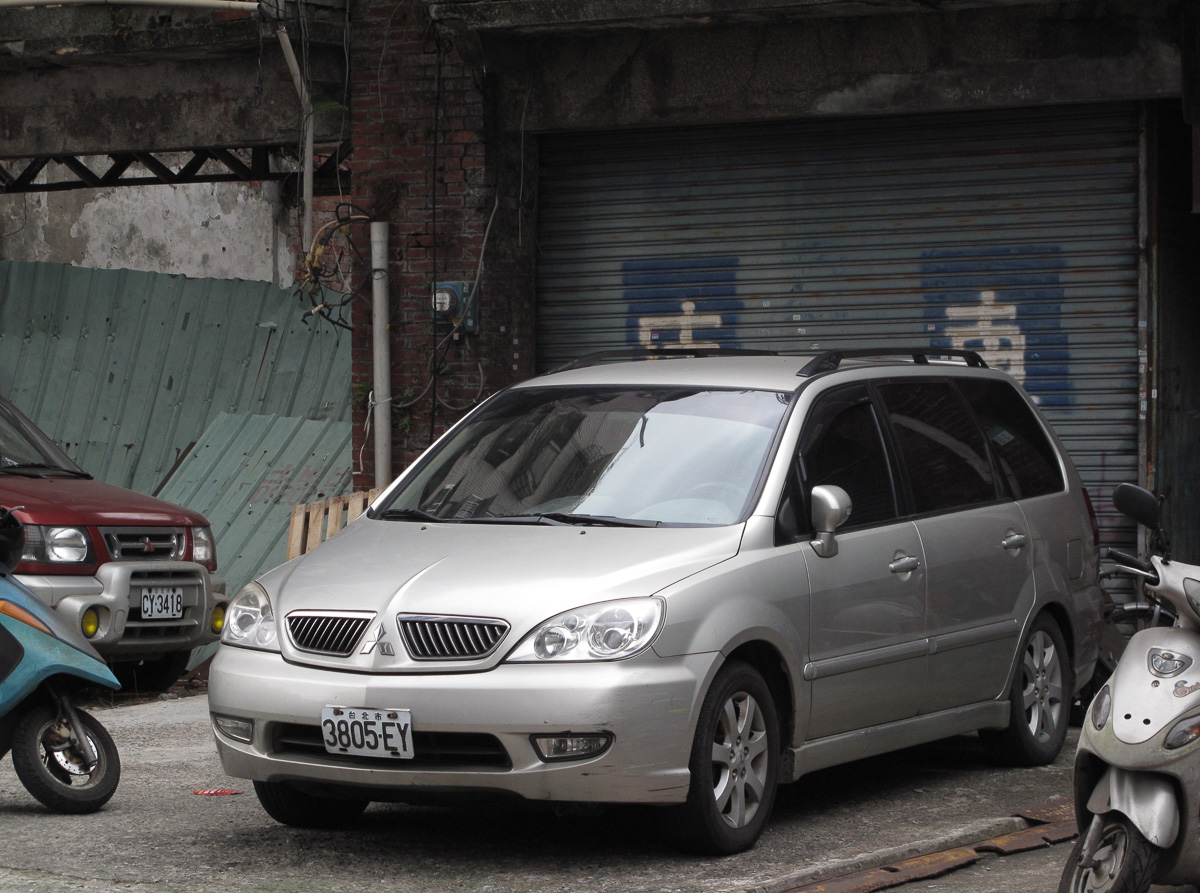
臺灣版第二代三菱Savrin前期車頭
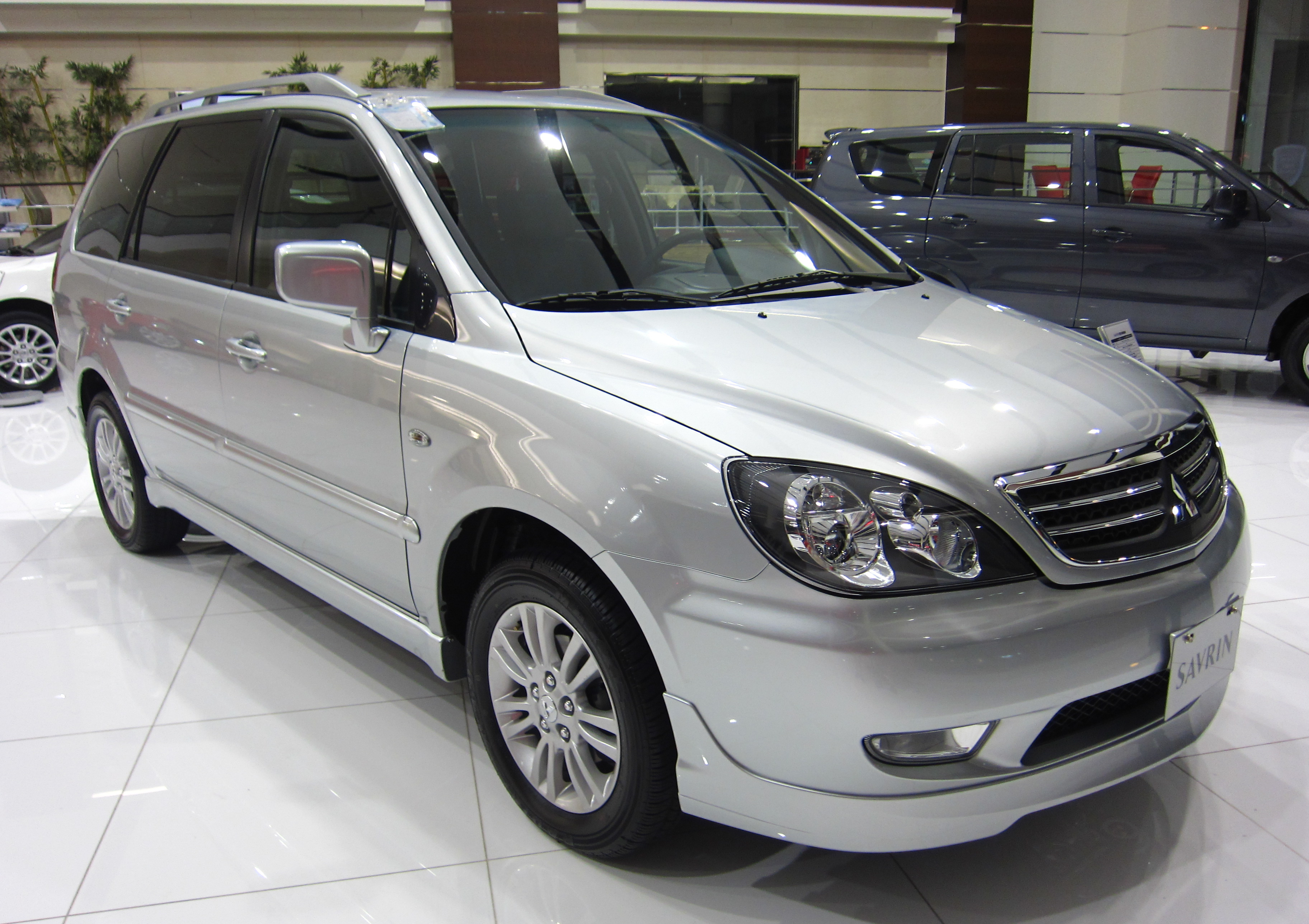
臺灣版第二代三菱Savrin後期車頭
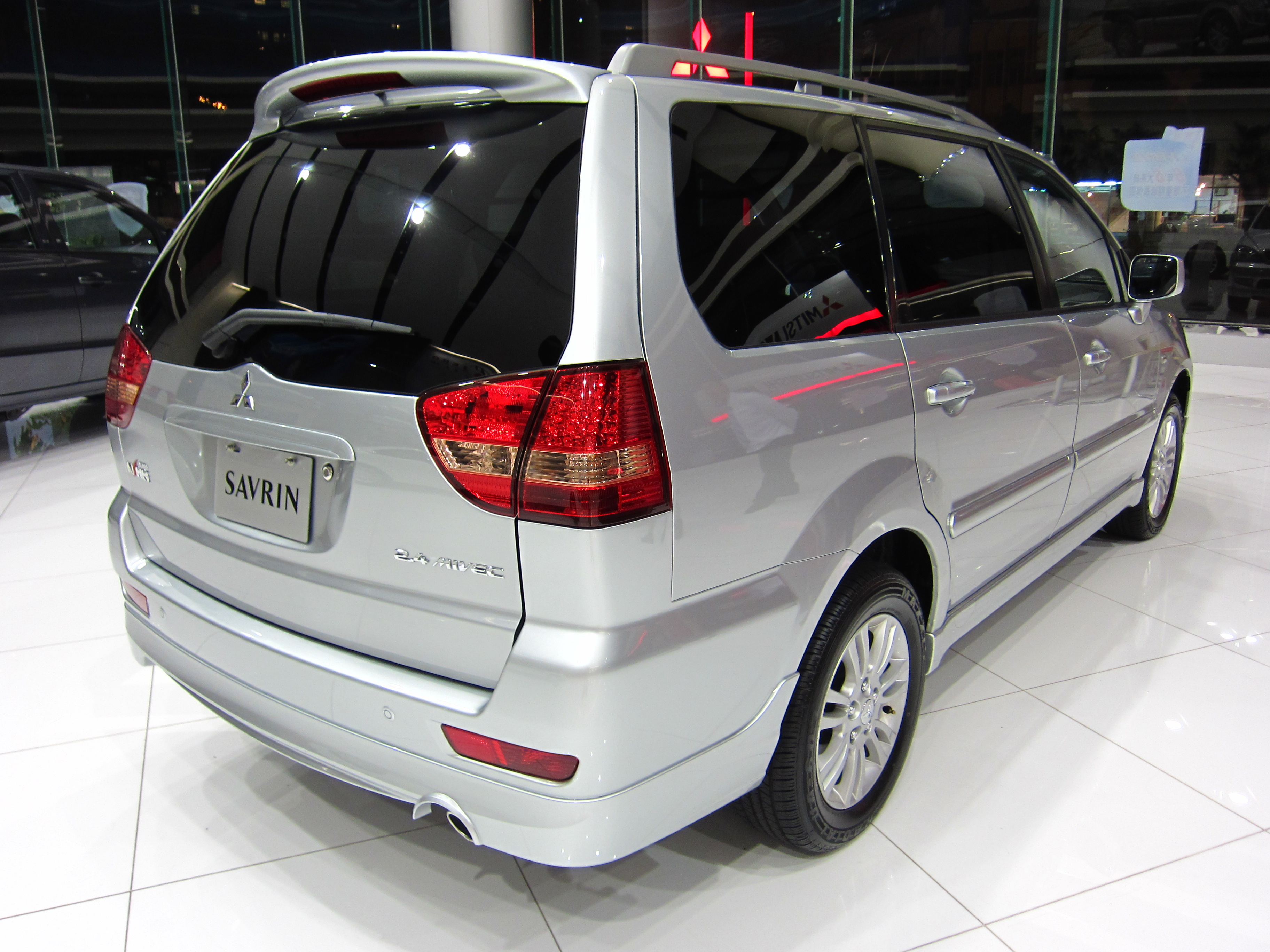
臺灣版第二代三菱Savrin後期車尾
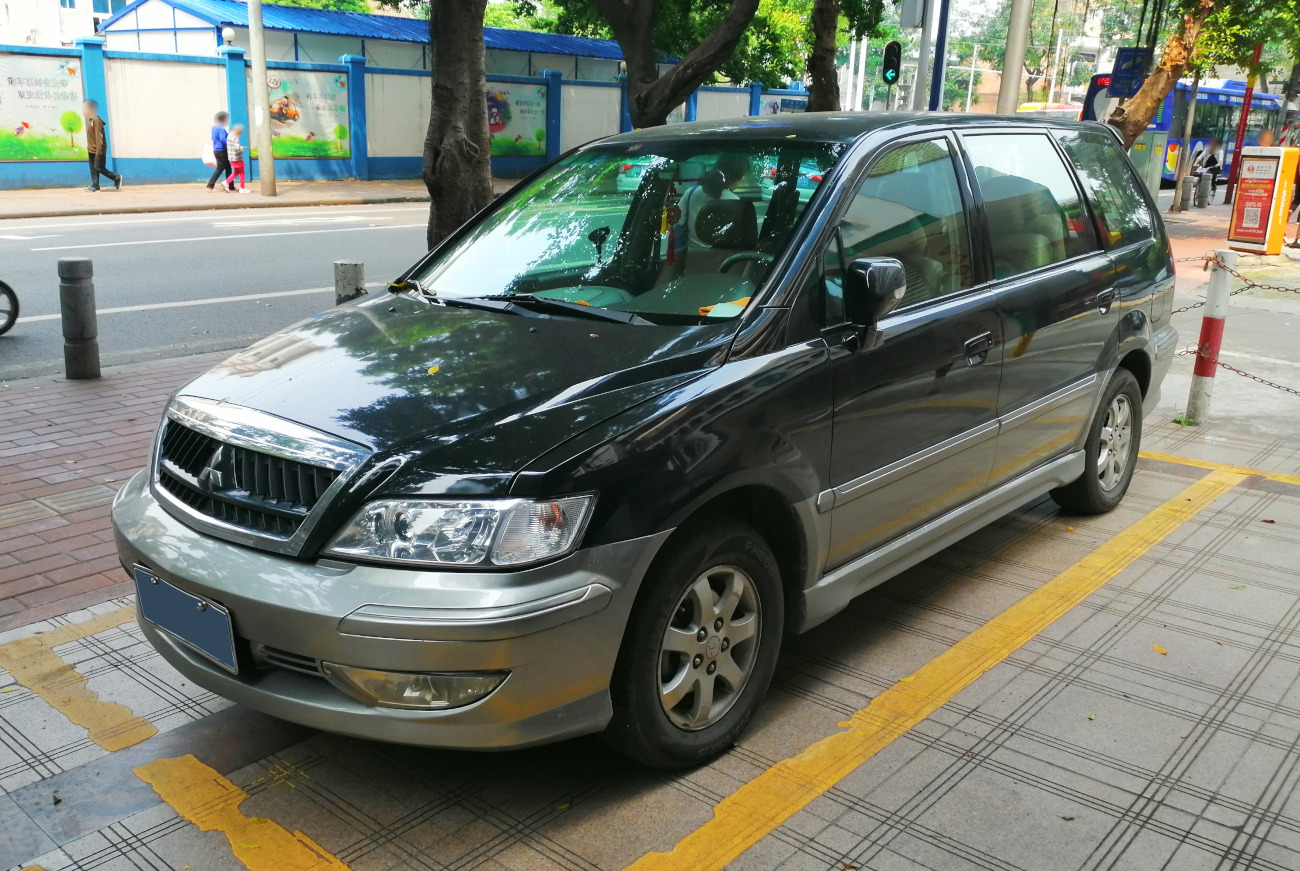
中國版三菱菱紳車頭
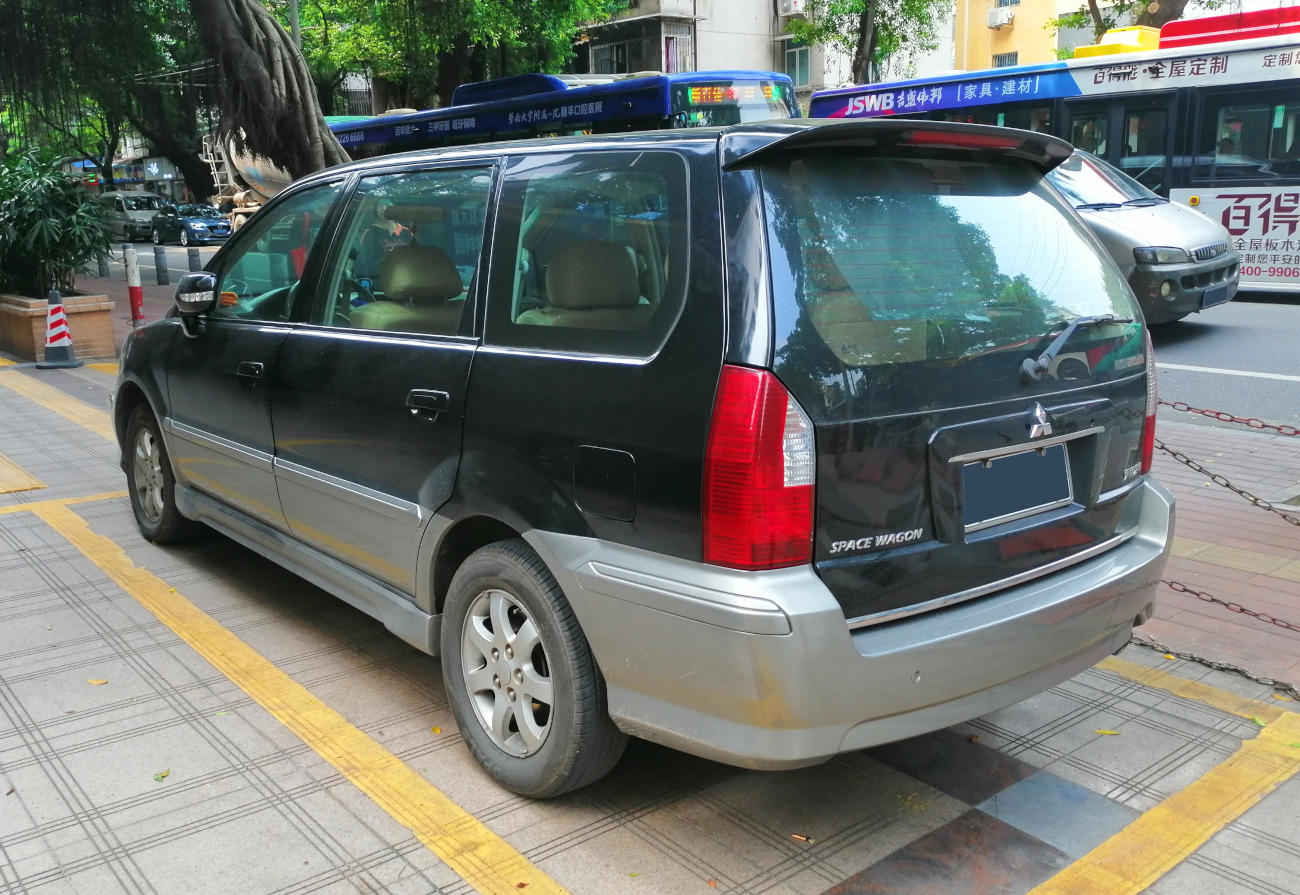
中國版三菱菱紳車尾
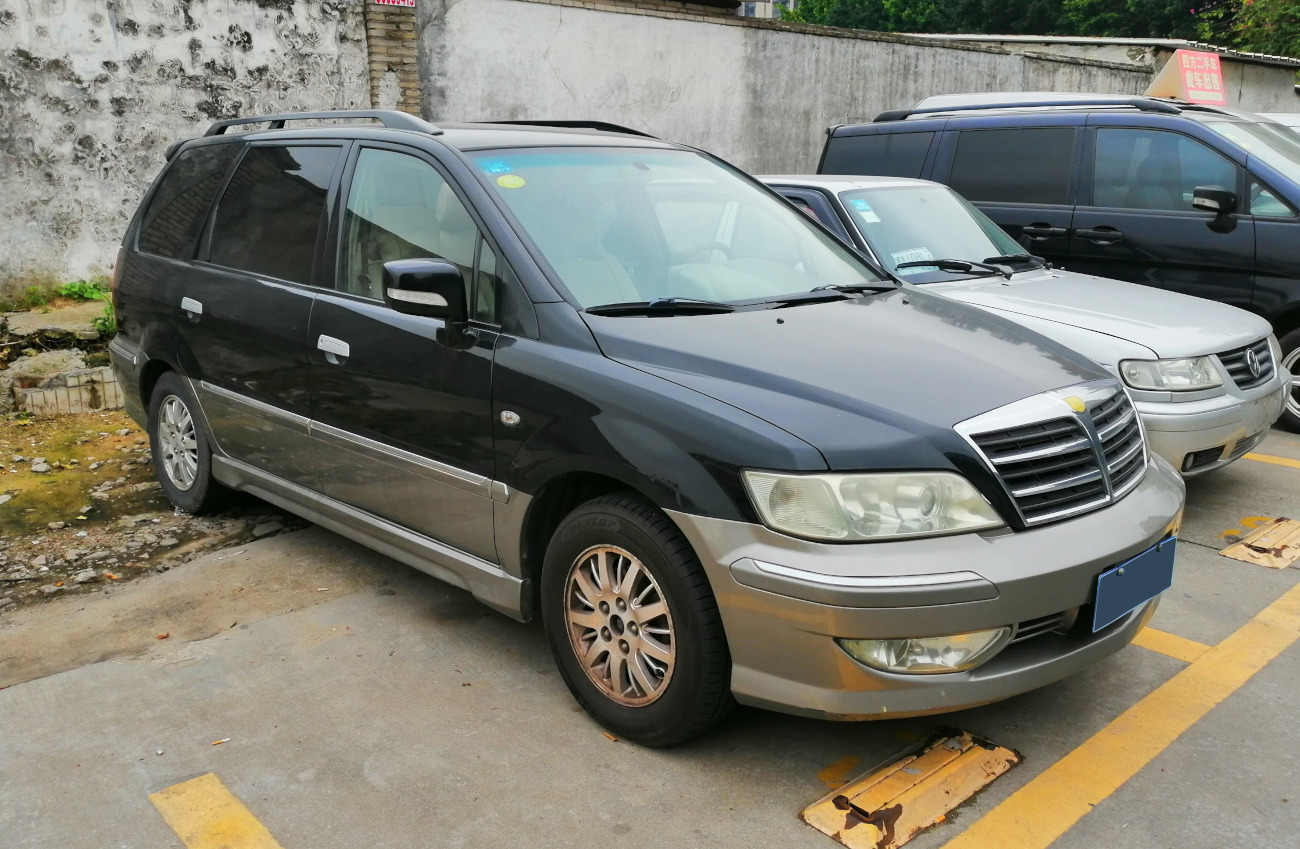
中國版三菱菱紳車頭
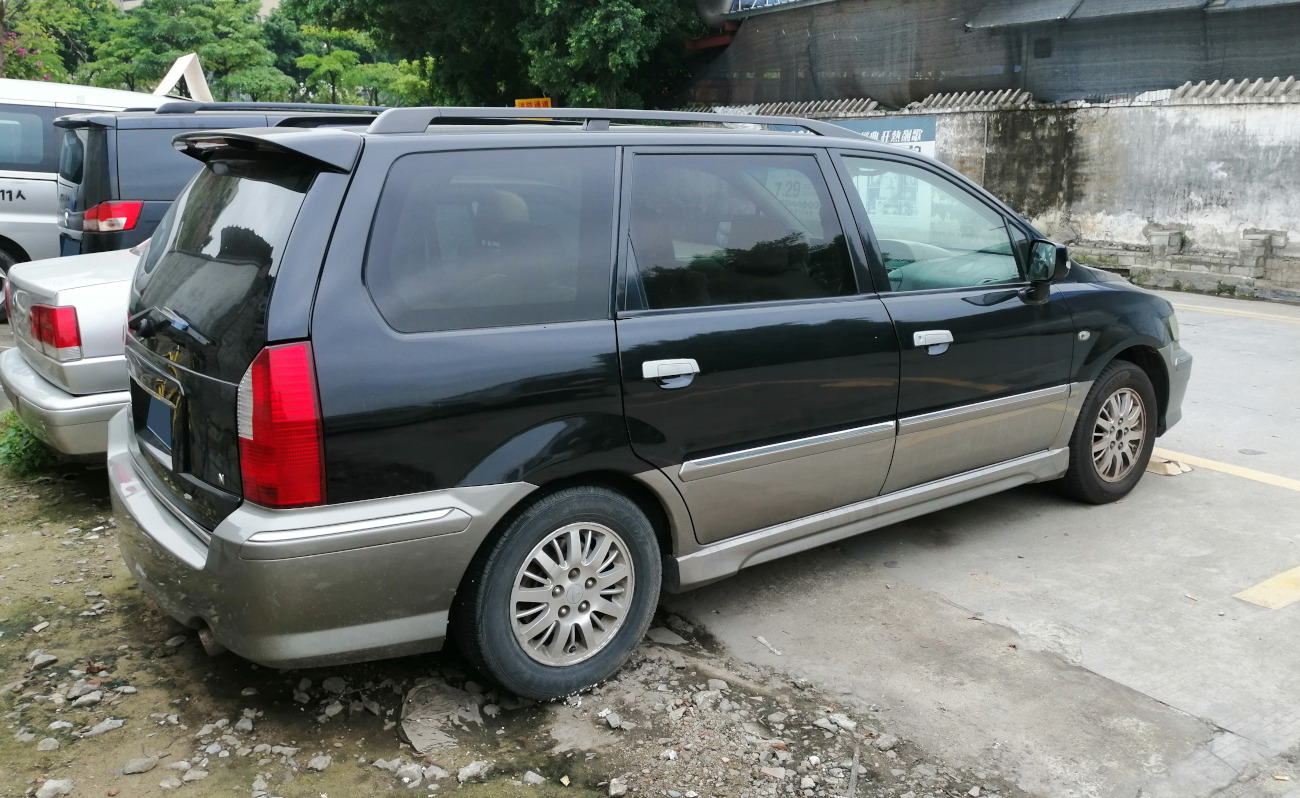
中國版三菱菱紳車尾

## 外部連結
- 三菱飛天太空車 （页面存档备份，存于）
- （日語）webCG：【昭和の名車 152】三菱 シャリオは、日本製ミニバンのルーツ的存在だった （页面存档备份，存于）
- （日語）web option：「伝統の“MR＝ミツビシレーシング”かと思いきや、“マルチランナー”の略ってのが紛らわしい!!」シャリオMRターボ （页面存档备份，存于）